# Rehaincourt
Rehaincourt est une commune française située dans le département des Vosges en région Grand Est.

## Géographie

### Localisation
Le village est niché dans la vallée de l’Euron qui prend sa source au-delà de Passoncourt dans le vallon de Tantozaine à la limite de la commune de Saint-Genest. Le ruisseau traverse le village, se dirige vers le nord, arrose Damas-aux-Bois puis, après seulement six kilomètres, coule en Meurthe-et-Moselle et se jette dans la Moselle à Bayon.

### Géologie et relief
Le village, à vocation agricole, s’étend sur plus de 1500 hectares dont 380 sont couverts de forêts de chênes, hêtres, charmes et résineux qui abritent d’importantes hardes de cervidés et de sangliers.
L’altitude de la commune s’échelonne de 318 m au carrefour nord de Damas-aux-Bois et Haillainville à 390 m au lieu-dit le Haut de Lorraine, point haut où se rejoignent les territoires des communes d’Haillainville et d’Ortoncourt. À cet endroit précis s’élève une ancienne cheminée géodésique.

### Sismicité
Commune située dans une zone 2 de sismicité faible.

### Hydrographie et eaux souterraines
Hydrogéologie et climatologie : Système d’information pour la gestion des eaux souterraines du bassin Rhin-Meuse :
Territoire communal : Occupation du sol (Corinne Land Cover) ; Cours d'eau (BD Carthage),
Géologie : Carte géologique ; Coupes géologiques et techniques,
 Hydrogéologie : Masses d'eau souterraine ; BD Lisa ; Cartes piézométriques.
La commune est située dans le bassin versant du Rhin, au sein du bassin Rhin-Meuse. Elle est drainée par l'Euron et le Grand Ruisseau,.
L'Euron, d'une longueur totale de 27,9 km, prend sa source dans la commune de Saint-Genest, en limite du territoire communal et se jette dans la Moselle à Lorey, après avoir traversé dix communes.

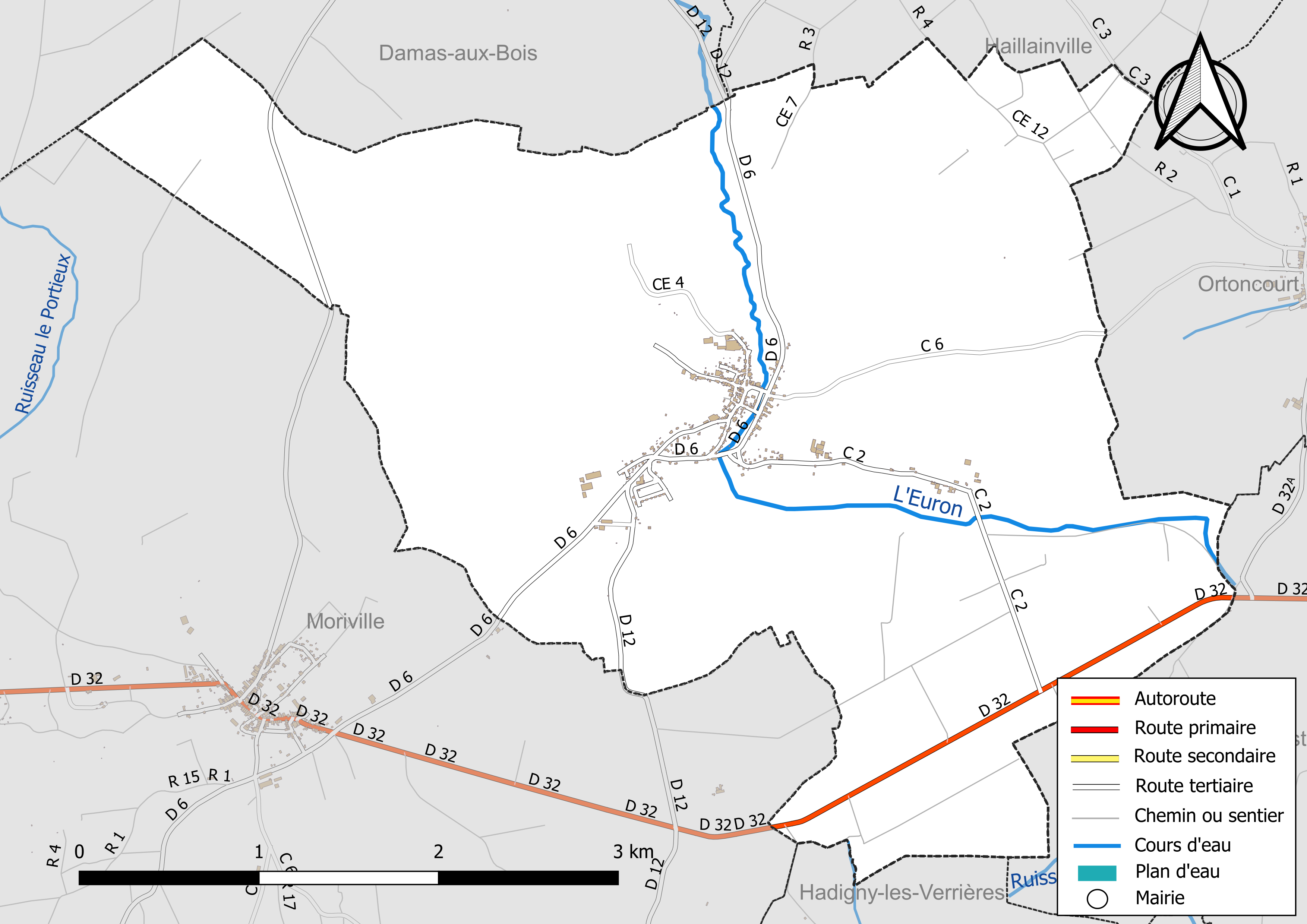
Réseaux hydrographique et routier de Rehaincourt.

La qualité des cours d’eau peut être consultée sur un site dédié géré par les agences de l’eau et l’Agence française pour la biodiversité.

### Climat
Pour des articles plus généraux, voir Climat du Grand Est et Climat des Vosges.
En 2010, le climat de la commune est de type climat de montagne, selon une étude du Centre national de la recherche scientifique s'appuyant sur une série de données couvrant la période 1971-2000. En 2020, Météo-France publie une typologie des climats de la France métropolitaine dans laquelle la commune est exposée à un climat semi-continental et est dans la région climatique  Lorraine, plateau de Langres, Morvan, caractérisée par un hiver rude (1,5 °C), des vents modérés et des brouillards fréquents en automne et hiver.
Pour la période 1971-2000, la température annuelle moyenne est de 9,2 °C, avec une amplitude thermique annuelle de 16,9 °C. Le cumul annuel moyen de précipitations est de 887 mm, avec 12,3 jours de précipitations en janvier et 9,9 jours en juillet. Pour la période 1991-2020, la température moyenne annuelle observée sur la station météorologique de Météo-France la plus proche, « Roville », sur la commune de Roville-aux-Chênes à 10 km à vol d'oiseau, est de 10,3 °C et le cumul annuel moyen de précipitations est de 833,3 mm. 
La température maximale relevée sur cette station est de 40 °C, atteinte le 25 juillet 2019 ; la température minimale est de −24,5 °C, atteinte le 2 janvier 1971,,.
Les paramètres climatiques de la commune ont été estimés pour le milieu du siècle (2041-2070) selon différents scénarios d'émission de gaz à effet de serre à partir des nouvelles projections climatiques de référence DRIAS-2020. Ils sont consultables sur un site dédié publié par Météo-France en novembre 2022.

## Urbanisme

### Typologie
Au 1er janvier 2024, Rehaincourt est catégorisée commune rurale à habitat dispersé, selon la nouvelle grille communale de densité à sept niveaux définie par l'Insee en 2022.
Elle est située hors unité urbaine. Par ailleurs la commune fait partie de l'aire d'attraction d'Épinal, dont elle est une commune de la couronne,. Cette aire, qui regroupe 118 communes, est catégorisée dans les aires de 50 000 à moins de 200 000 habitants,.

### Occupation des sols
L'occupation des sols de la commune, telle qu'elle ressort de la base de données européenne d’occupation biophysique des sols Corine Land Cover (CLC), est marquée par l'importance des territoires agricoles (55,5 % en 2018), en diminution par rapport à 1990 (57,1 %). La répartition détaillée en 2018 est la suivante : 
forêts (41 %), prairies (23,3 %), terres arables (19,4 %), zones agricoles hétérogènes (12,8 %), zones urbanisées (3,2 %), milieux à végétation arbustive et/ou herbacée (0,3 %). L'évolution de l’occupation des sols de la commune et de ses infrastructures peut être observée sur les différentes représentations cartographiques du territoire : la carte de Cassini (XVIIIe siècle), la carte d'état-major (1820-1866) et les cartes ou photos aériennes de l'IGN pour la période actuelle (1950 à aujourd'hui).

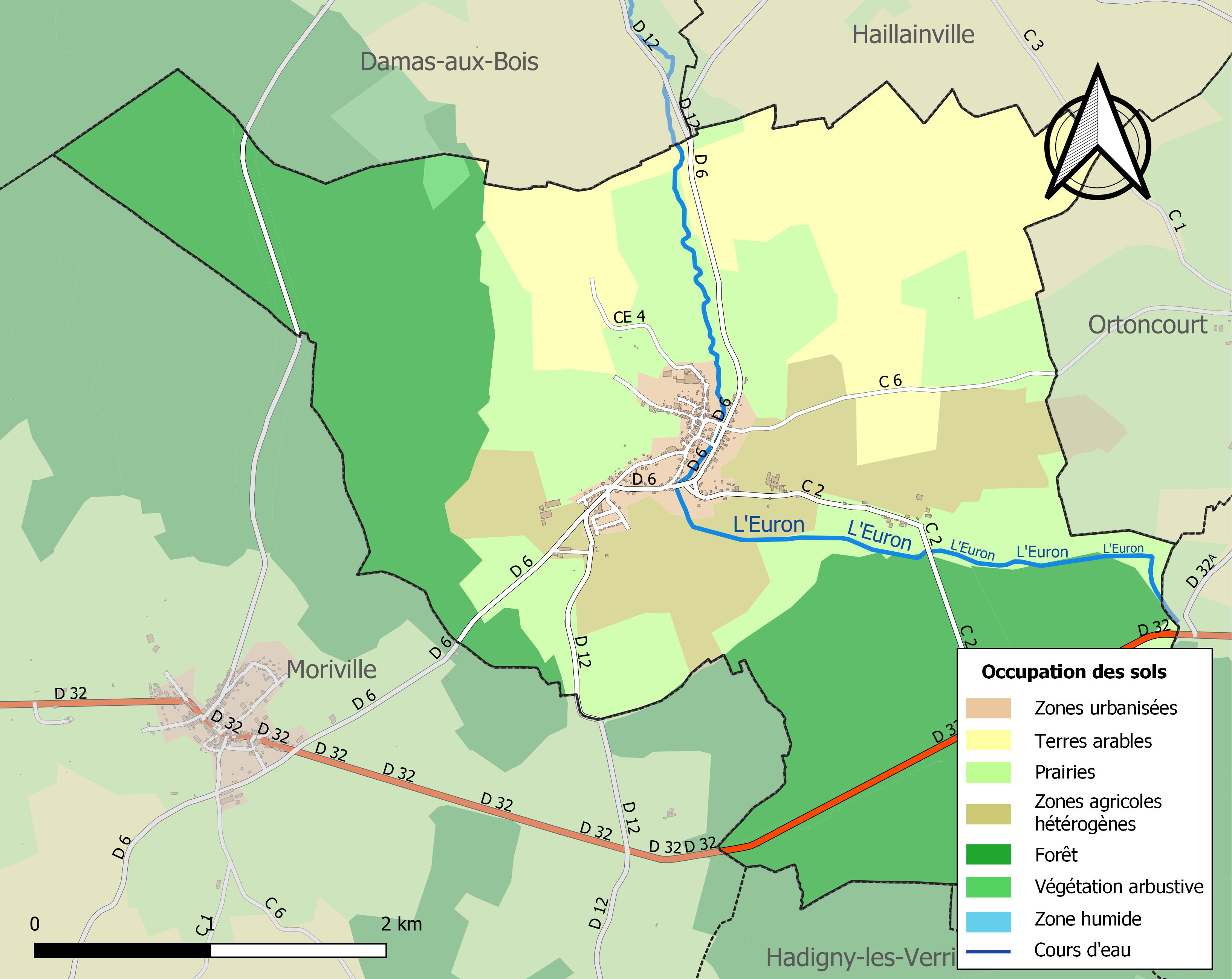
Carte des infrastructures et de l'occupation des sols de la commune en 2018 (CLC).

## Toponymie
Le nom de la localité est attesté sous les formes ? Ranconis curte, Rancon curte (XIe siècle) ; ? Rancort (1134) ; Rahancourt (1172) ; L. de Rehencort (1260) ; Rehencourt (1431) ; Rehancourt (1449) ; Rehaincourt (1511) ; Rehincourt (XVIIIe siècle).

## Histoire
La présence de murs, de puits, les restes d’un hypocauste et de mosaïques, les morceaux de tuiles, de poteries, ainsi que des armes, des objets métalliques ou des pièces de monnaie témoignent de la présence d’une villa gallo-romaine située sur le plateau du « Haut de Lorraine ».
Rancon curte au XIe siècle - Rancort en 1134 ou Rehencourt en 1431 - Rehaincourt (mentionné sur la carte Mercator en 1564) appartient au bailliage de Châtel-sur-Moselle.
Le village s’est installé à 330 m d’altitude dans la vallée où coule l’Euron qui prend sa source au-delà du hameau de Passoncourt autrefois châtellenie.
Décimée par les Suédois en 1635, la population, tombée à 32 habitants en 1710, progresse au XVIIIe siècle et atteint plus de 600 habitants en 1850.
En 1816, l'ancienne commune de Passoncourt est rattachée à Rehaincourt.
Au spirituel, l’église de Rehaincourt est annexe de Moriville et placée sous le patronage du prieuré de Belval à Portieux[réf. nécessaire]. L’église actuelle, dédiée à saint Simon et à saint Jude, date de 1834.
La mairie-école est construite en 1824 et l’école de filles en 1844.
De 1876 à 1939, la commune est desservie par la petite ligne de chemin de fer reliant Charmes à Rambervillers.
Détruit à plus de 50 % par les Allemands le 5 septembre 1944, Rehaincourt connaît la déportation de 51 hommes de 17 à 55 ans. Avec beaucoup de difficultés, ses habitants parviennent à surmonter cette terrible épreuve.
La commune a été décorée, le 11 novembre 1948, de la Croix de guerre 1939-1945.
Aujourd’hui, le village offre un double visage : l’habitat ancien autour de l’église et de la mairie, l’habitat nouveau au centre et au faubourg. Avec quelque 300 habitants depuis les années 1960, la commune poursuit son essor : constructions nouvelles, équipements collectifs et  de loisirs. Six exploitations agricoles dont 3 GAEC, un commerce, un artisan et une entreprise de collecte de déchets industriels maintiennent une vie rurale en pleine mutation. La population active trouve des emplois dans les industries ou les services du bassin de la Moselle.

## Lieux et monuments

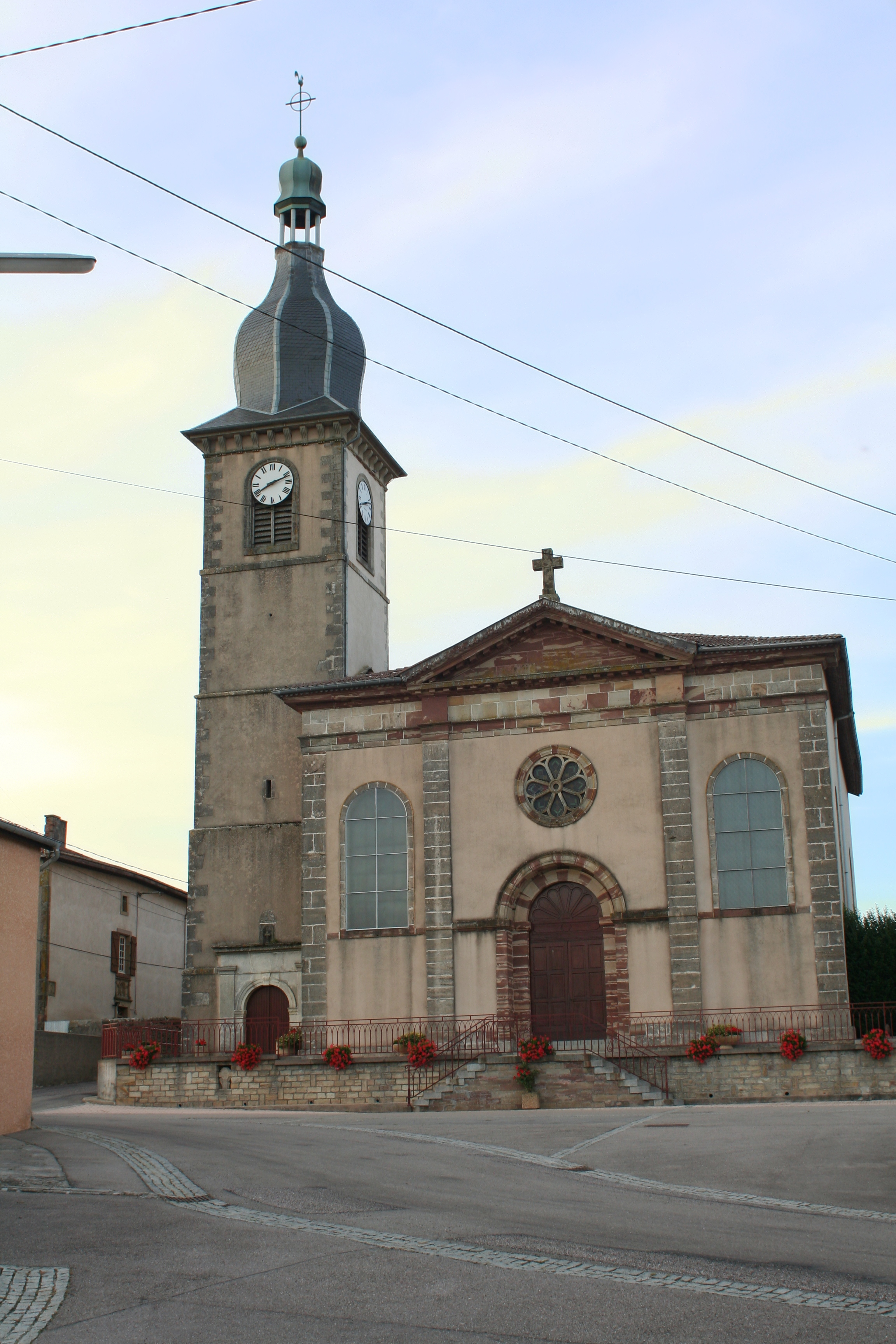
L'église Saint-Simon-et-Saint-Jude de Rehaincourt.
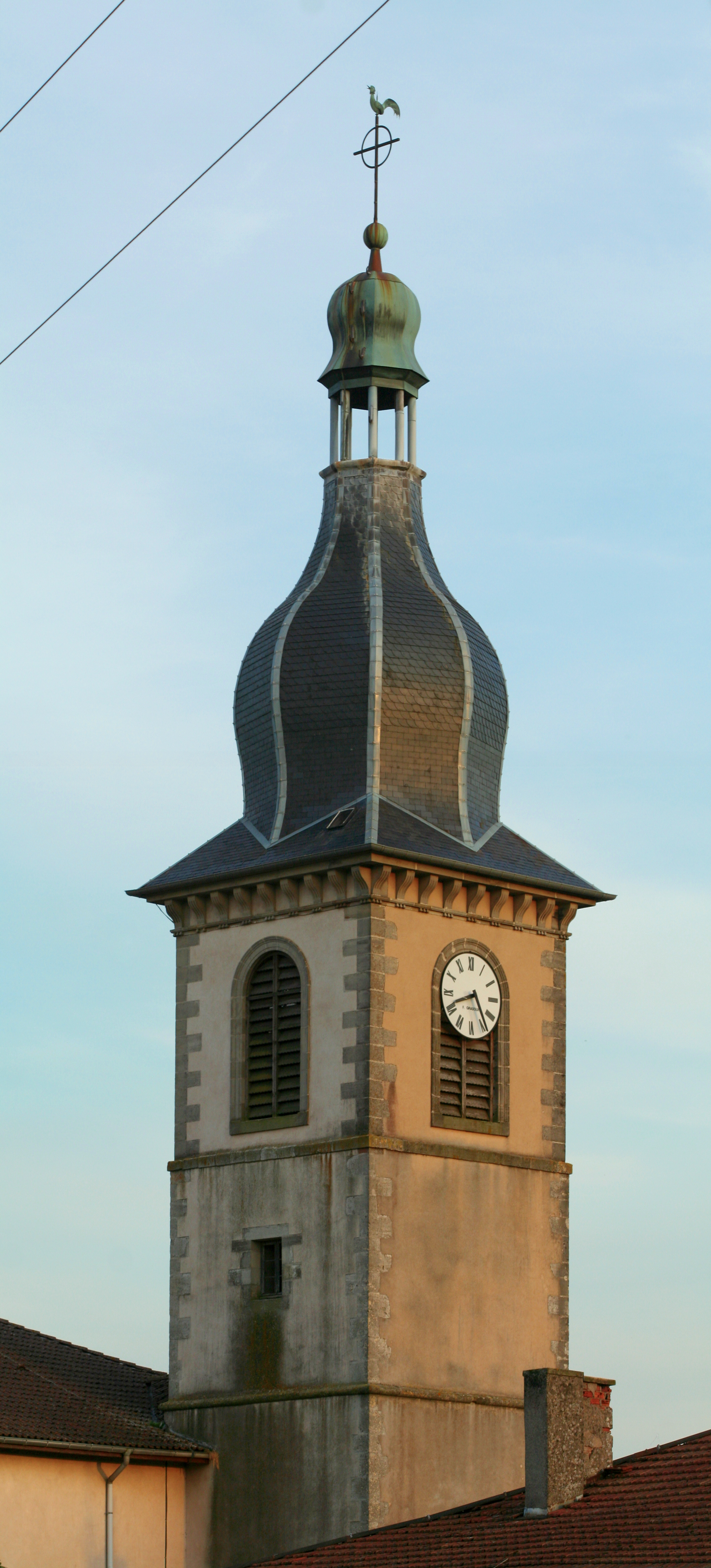
Clocher de l'église Saints-Simon-et-Jude.
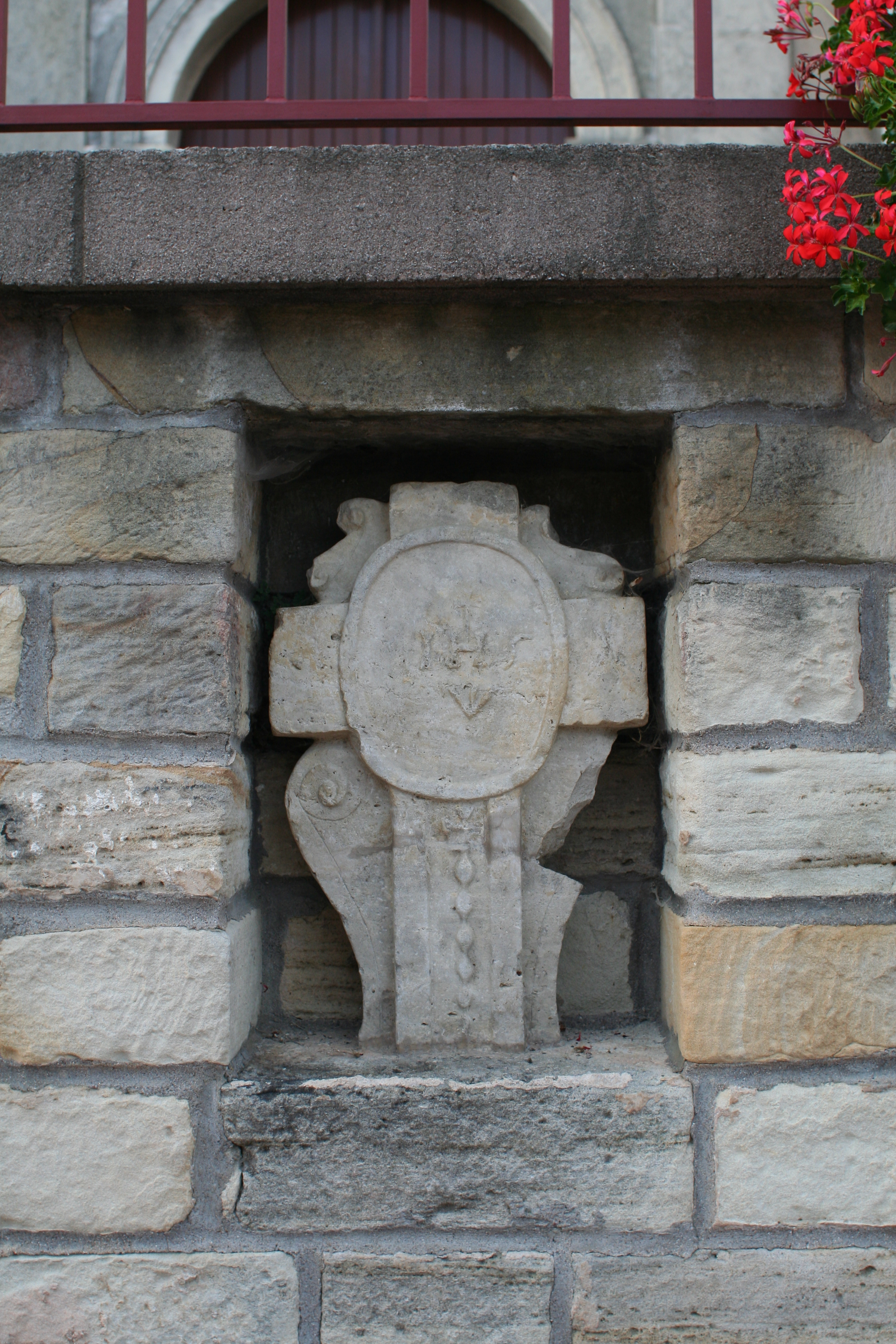
Croix dans le perron de l'église Saints-Simon-et-Jude.
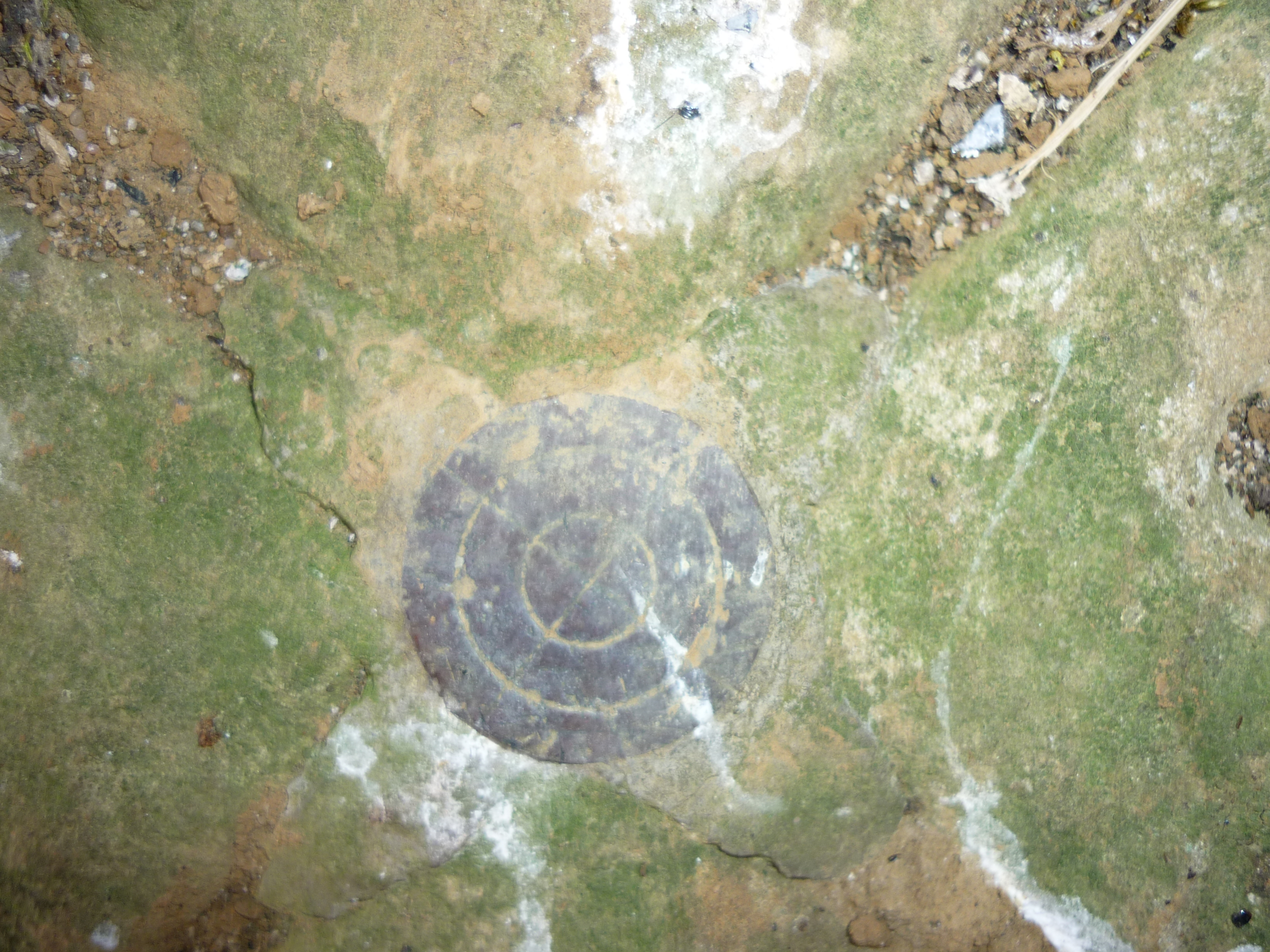
Cheminée géodésique de Rehaincourt, à la limite avec Ortoncourt.

- Au spirituel, l’église de Rehaincourt est annexe de Moriville et placée sous le patronage du prieuré de Belval à Portieux. L’église actuelle, dédiée à saint Simon et à saint Jude, date de 1834.

L'orgue de 1860 a été réalisé par Jean-Nicolas Jeanpierre et  Jacquot Jeanpierre y a ajouté un jeu en 1872,.
Douze reliquaires.
- Monuments commémoratifs[22].
- Dans les bois de Rehaincourt, à 331 m d’altitude, au lieu-dit « la Tasnière », un petit ruisseau forestier se perd dans une profonde doline. Une cavité souterraine d’environ cinq mètres de hauteur a été dégagée et explorée par des spéléologues au cours des années 1980, ce qui a donné lieu à un classement parmi les sites réputés dangereux[23]. Aujourd’hui, des arbres, des branchages et de la terre obstruent totalement le fond de l’entonnoir mais par fortes pluies, une mare se forme puis se vide après quelques jours. La résurgence est située à près d’un kilomètre sur le territoire de Damas-aux-Bois au lieu-dit Conroy à la cote 319 m.
- L'ancien moulin à eau de Rehaincourt (1340-1945), détruit durant la deuxième guerre mondiale[24].
- Cheminée géodésique de Rehaincourt, à la limite avec Ortoncourt[25].

## Politique et administration

### Budget et fiscalité 2023

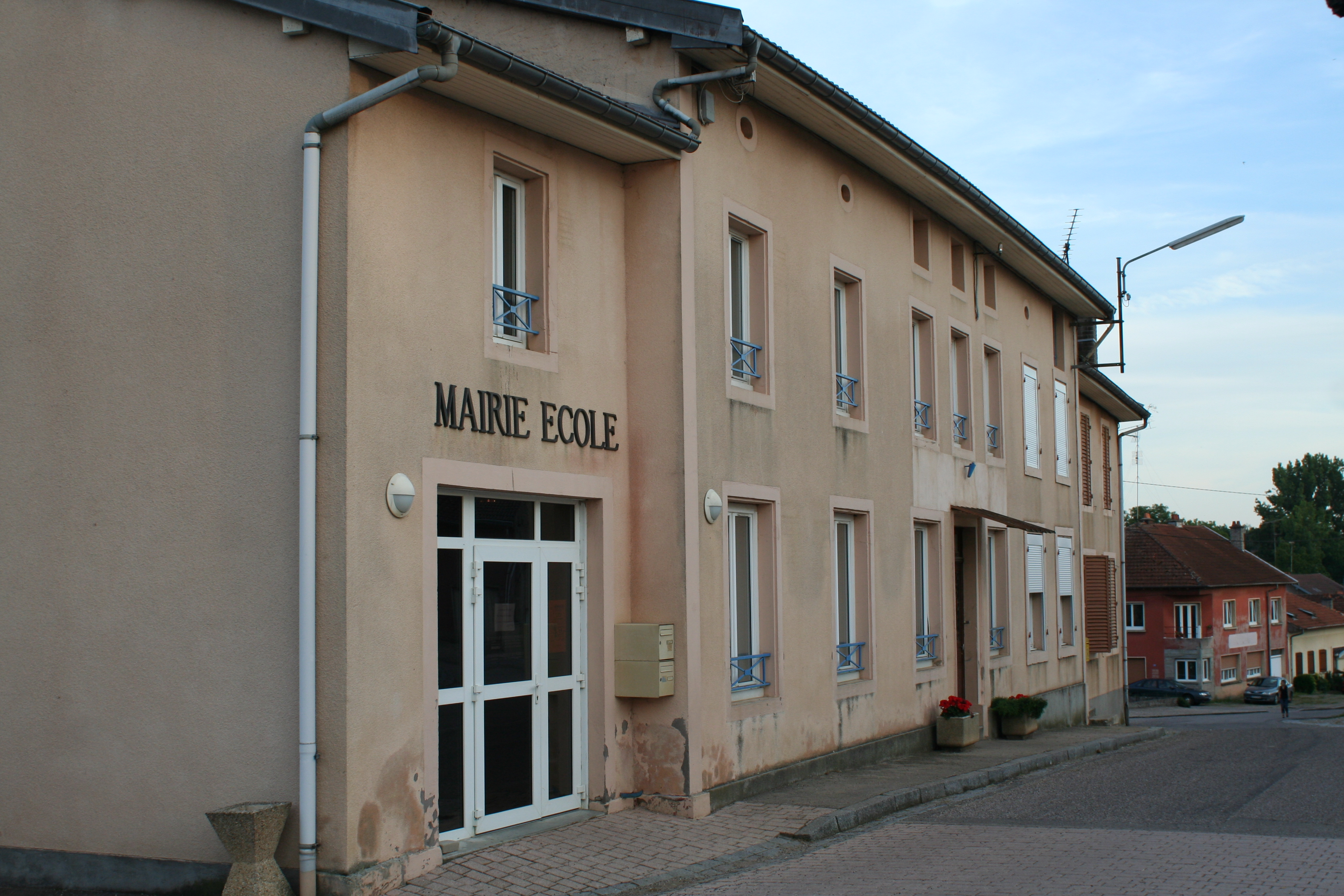
Mairie-école.

En 2023, le budget de la commune était constitué ainsi :
- total des produits de fonctionnement : 776 000 €, soit 2 144 € par habitant ;
- total des charges de fonctionnement : 565 000 €, soit 1 561 € par habitant ;
- total des ressources d'investissement : 832 000 €, soit 2 299 € par habitant ;
- total des emplois d'investissement : 1 196 000 €, soit 3 703 € par habitant ;
- endettement : 885 000 €, soit 2 446 € par habitant.

Avec les taux de fiscalité suivants :
- taxe d'habitation : 7,78 % ;
- taxe foncière sur les propriétés bâties : 35,90 % ;
- taxe foncière sur les propriétés non bâties : 22,03 % ;
- taxe additionnelle à la taxe foncière sur les propriétés non bâties : 0,00 % ;
- cotisation foncière des entreprises : 0,00 %.

Chiffres clés Revenus et pauvreté des ménages en 2021 : médiane en 2021 du revenu disponible, par unité de consommation : 21 720 €.

## Économie

### Entreprises et commerces

#### Agriculture
- Culture et élevage associés.
- Culture de céréales, de légumineuses et de graines oléagineuses.
- Élevage de vaches laitières.
- Élevage d'autres bovins et de buffles.

#### Tourisme
- Hébergements et restauration à Vincey, Saint-Pierremont, Rambervillers, Épinal, Rugney.

#### Commerces
- Commerces et services de proximité.

### Liste des maires
| Période                                  | Période                       | Identité                    | Étiquette | Qualité |
| ---------------------------------------- | ----------------------------- | --------------------------- | --------- | ------- |
| Les données manquantes sont à compléter. |                               |                             |           |         |
| juin 1896                                | mai 1912                      | Gabriel Forterre            |           |         |
| juin 1912                                | octobre 1923                  | Jean-François Joseph Vilmin |           |         |
| novembre 1923                            | mai 1927                      | Camille Galland             |           |         |
| juin 1927                                | avril 1935                    | Alphonse Balland            |           |         |
| mai 1935                                 | février 1945                  | Camille Jobert              |           |         |
| février 1945                             | mai 1945                      | Henri George                |           |         |
| mai 1945                                 | octobre 1947                  | Edmond Mangin               |           |         |
| octobre 1947                             | avril 1959                    | Maurice Remy                |           |         |
| mai 1959                                 | avril 1963                    | Jean Mengin                 |           |         |
| avril 1963                               | mars 1983                     | Roger Richard               | DVG       |         |
| mars 1983                                | avril 1995                    | Jean-Claude Grandidier      |           |         |
| avril 1995                               | En cours (au 18 février 2015) | André Gambrelle             |           |         |

## Population et société

### Démographie

#### Évolution démographique
L'évolution du nombre d'habitants est connue à travers les recensements de la population effectués dans la commune depuis 1793. Pour les communes de moins de 10 000 habitants, une enquête de recensement portant sur toute la population est réalisée tous les cinq ans, les populations de référence des années intermédiaires étant quant à elles estimées par interpolation ou extrapolation. Pour la commune, le premier recensement exhaustif entrant dans le cadre du nouveau dispositif a été réalisé en 2007.

En 2022, la commune comptait 361 habitants, en évolution de +1,69 % par rapport à 2016 (Vosges : −2,96 %, France hors Mayotte : +2,11 %).
| 1793 | 1800 | 1806 | 1821 | 1831 | 1836 | 1841 | 1846 | 1856 |
| ---- | ---- | ---- | ---- | ---- | ---- | ---- | ---- | ---- |
| 380  | 380  | 431  | 482  | 574  | 600  | 623  | 639  | 625  |

| 1861 | 1866 | 1876 | 1881 | 1886 | 1891 | 1896 | 1901 | 1906 |
| ---- | ---- | ---- | ---- | ---- | ---- | ---- | ---- | ---- |
| 573  | 566  | 521  | 496  | 502  | 526  | 488  | 431  | 408  |

| 1911 | 1921 | 1926 | 1931 | 1936 | 1946 | 1954 | 1962 | 1968 |
| ---- | ---- | ---- | ---- | ---- | ---- | ---- | ---- | ---- |
| 437  | 373  | 333  | 329  | 329  | 237  | 293  | 314  | 297  |

| 1975 | 1982 | 1990 | 1999 | 2006 | 2007 | 2012 | 2017 | 2022 |
| ---- | ---- | ---- | ---- | ---- | ---- | ---- | ---- | ---- |
| 300  | 315  | 306  | 309  | 327  | 330  | 335  | 363  | 361  |

### Enseignement
Établissements d'enseignements : 
- Écoles maternelles et primaires à Rehaincourt, Hadigny-les-Verrières, Fauconcourt, Moyemont, Châtel-sur-Moselle.
- Collèges à Châtel-sur-Moselle, Rambervillers, Charmes, Thaon-les-Vosges.
- Lycées à Roville-aux-Chênes, Thaon-les-Vosges, Épinal.

### Santé
Professionnels et établissements de santé :
- Médecins à Châtel-sur-Moselle, Nomexy, Vincey, Girmont, Magnières, Rambervillers.
- Pharmacies à Portieux, Châtel-sur-Moselle, Nomexy, Vincey, Magnières, Rambervillers.
- Hôpitaux à Châtel-sur-Moselle, Rambervillers, Thaon-les-Vosges, Charmes, Golbey.

### Cultes
- Culte catholique, Paroisse Saint-Nicolas-du-Haut-du-Mont[35], Diocèse de Saint-Dié.

### Animation
- Le club de football local, l'ASRM, associe Rehaincourt et Moriville.

## Pour approfondir